# Prieel

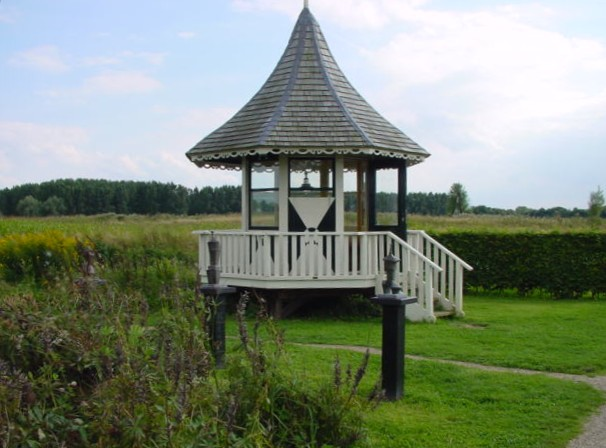
Prieel in Appeltern Adventure Gardens

Een prieel is een halfopen tuinhuisje of terras. Priëlen waren in de 19e eeuw vaak te vinden in de tuinen van grote landhuizen. Priëlen worden van oorsprong gemaakt van hout of metaal en werden omgeven met bloemen en planten. Tegenwoordig zijn kant-en-klare houten priëlen te koop in tuincentra. Een tuinhuisje waarvan de ramen zijn afgesloten met glas wordt ook wel een oranjerie of theehuisje genoemd.

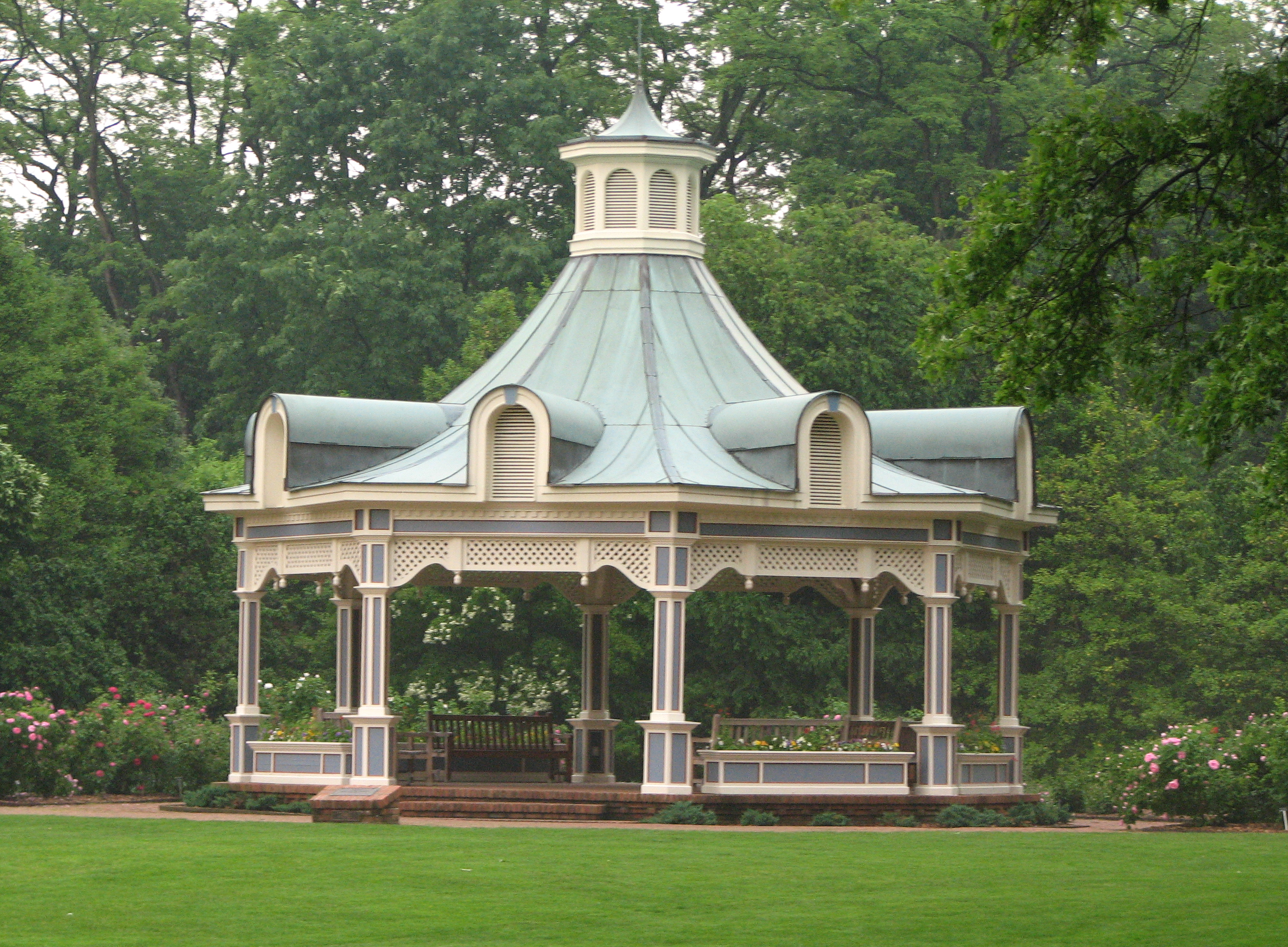
Een victoriaans prieel